# Marco Aurelio Severino
Pour les articles homonymes, voir Severino.
Marco Aurelio Severino est un médecin et chirurgien italien né le 2 novembre 1580 à Tarsia en Calabre et mort le 16 juillet 1656 à Naples. Il a été un auteur et un correspondant prolifique, mais, sur sa vie, les sources sont peu nombreuses et on a longtemps répété des erreurs.

## Biographie
Après des études à Naples (où il rencontre Tommaso Campanella), Severino soutient sa thèse de médecine à Salerne en 1606, puis pratique trois ans dans sa ville natale avant de revenir s’établir à Naples. Il y est d'abord l'élève de Giulio Jasolino, qu'il assiste durant ses autopsies.
Durant l'épidémie de diphtérie en 1610, il pratique des trachéotomies. Il enseigne à Naples l’anatomie et la médecine, dirige l’Hôpital des incurables. Sous l'influence de Campanella et, à travers lui, de Bernardino Telesio, il devient vigoureusement anti-aristotélicien. Il a des difficultés avec l'Inquisition (son avocat est Francesco D'Andrea,), et doit s'enfuir un moment. Il est finalement innocenté (et il a de bons protecteurs).
Il ne quitte pas son poste durant la grande épidémie de peste de 1656 et en est lui-même victime.
Severino a montré un intérêt certain pour les échecs et est l'auteur d'un livre intitulé La philosophie des échecs.

## Place dans l'histoire

### Œuvres

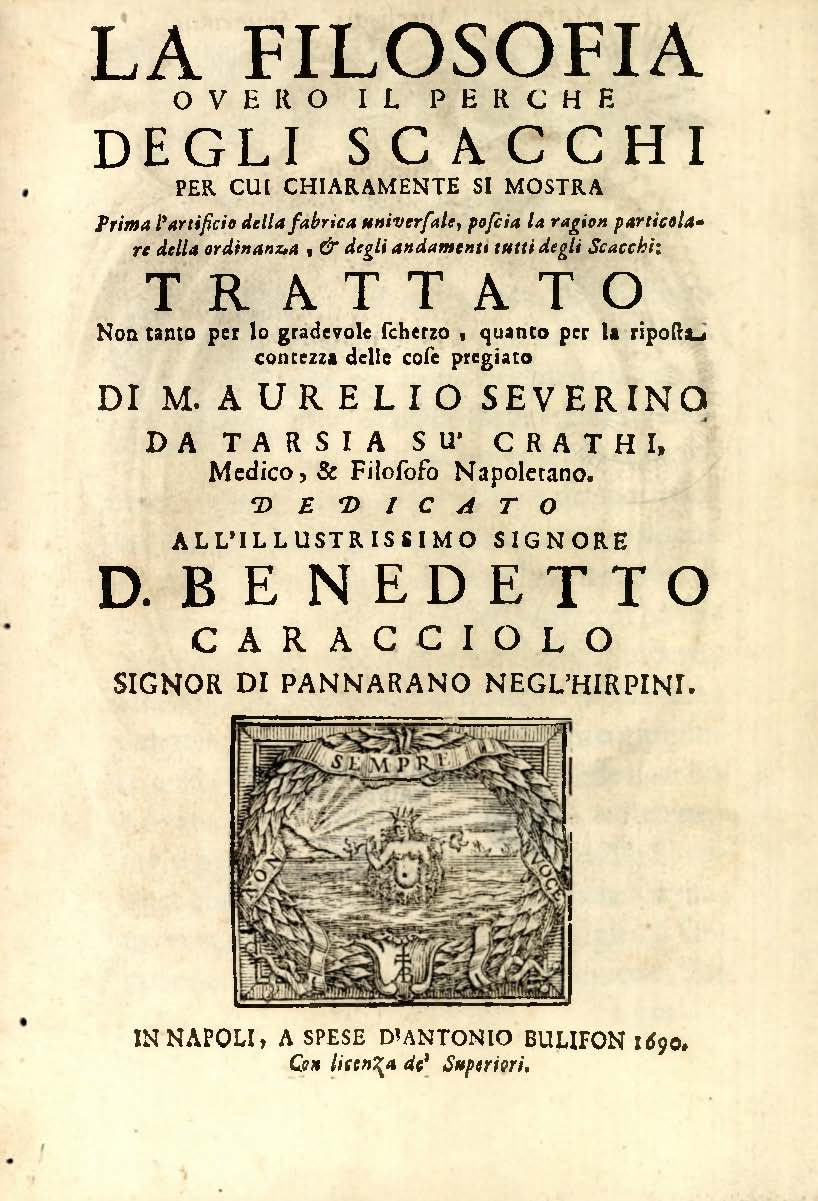
La philosophie des échecs, 1690

On ne peut séparer les œuvres de Severino de ses opinions sur la méthode scientifique. Le titre de son Antiperipatias, hoc est adversus Aristoteleos (Contre les aristotéliciens) parle de lui-même et sa Zootomie démocritéenne montre son choix de Démocrite plutôt que d'Aristote.
Severino est surtout célèbre pour sa Zootomia, ouvrage remarquable à plusieurs titres, étant d'abord l’un des premiers ouvrages d’anatomie comparée, ensuite une rupture avec l'aristotélisme (il s'inspire de l'atomisme de Démocrite) et finalement une refondation de l'anatomie basée sur l'observation des structures avec un microscope,.
Dans Antiperipatias, hoc est, adversus Aristotelicos de respiratione piscium diatriba, il démontre l'existence, mais pas le mécanisme, de la respiration des poissons.
Dans De reconditionna abscessuum natura  (1632), monographie fondamentale sur les tumeurs (description et classement en bénignes ou malignes), il envisage une « anatomie subtile » (microscopique) pour démonter les « machines infimes » qui composent le corps, et réduire la pathologie aux troubles de leur fonctionnement.

### Influence
Severino a été le maître de Tommaso Cornelio et de Leonardo Di Capua.
Thomas Bartholin rapporte avoir appris de lui la technique de l'analgésie par le froid,. Les deux médecins entretenaient des rapports soutenus.
Un autre savant avec lequel il a entretenu une correspondance a été William Harvey, dont les idées sur la circulation du sang finirent par le convaincre et dont il devint un partisan enthousiaste.
Sa correspondance avec Johann Georg Volkamer a été assidue. Il a aussi échangé des lettres avec Cassiano dal Pozzo et Angelico Aprosio.
Il aura une grande influence sur Giovanni Alfonso Borelli et Marcello Malpighi.
Il s'est résolument placé dans le camp de ceux qui fondaient la connaissance sur l'observation plutôt que sur l'autorité des maîtres.

## Œuvres

### Listes d’œuvres
Severino a dressé une liste de ses publications et manuscrits. On peut la trouver dans une édition de 1653 de Therapeuta Neapolitanus : « Nomenclator meletematum et diatribarum Severini » sur Google Livres. Divisée en neuf sections, elle s'étend sur quatre pages.
On a de plus :
- Site http://gso.gbv.de/
- Severino (Marc-Aurèle) sur Google Livres, Dictionnaire de Dezeimeris, t. 4, p. 152
- Dictionnaire de Michaud : 17 titres

### Œuvres choisies
- Antiperipatias, hoc est adversus Aristoteleos : De respiratione piscium (la respiration des poissons), De piscibus in sicco viventibus (les poissons qui vivent sans eau), Phoca illustratus, De radio turturis marini, 1639
- De recondita abscessuum natura libri VIII sur Google Livres, Francfort, 1643
- Zootomia democritaea, id est anatome generalis totius animantium opificii : libris quinque distincta, quorum seriem sequens facies delineabit, Nuremberg, 1645, in-40, 455 p.
- De efficaci medicina Libri tres sur Google Livres, Francfort, 1646
  - (fr) De la médecine efficace ou la manière de guérir les plus grandes et dangereuses maladies, tant du dedans que du dehors, par le fer et par le feu sur Google Livres, Pierre Chouët, 1668, 654 p.
- Therapeuta neapolitanus sur Google Livres, Naples, 1653Avec commentaires de Thomas Bartholin
- Trimembris chirurgia, Schönwetter, Frankfort, 1653
  - Trimembris chirurgia in qua diaetetico-chirurgica, pharmaco-chirurgica, et chemmico-chirurgica, traditi est sur Google Livres, Leyde, J. van Kerckhem, 1725, 316 p.
- Synopseos chirurgiae libri sex, Amsterdam, E. Weyerstroten, 1664
- Quæstiones anatomicæ quatuor sur Google Livres, Francfort, Hermann van de Sande, 1668, 82 p. Quatre sujets d'anatomie  : 1 De aqua pericardia, 2 De cordis adipe, 3 De poris cholidochis, 4 Osteologia pro Galeno adversus argutatores

### Listes bibliographiques
- Richard S. Westfall, 11 titres, Galileo Project